# Коморско-турецкие отношения
Коморско-турецкие отношения — двусторонние дипломатические отношения между Коморами и Турцией. Страны являются членами Организации Объединённых Наций. Дипломатические отношения на уровне посольств установлены в 1979 году.
Посольство Коморских Островов в Каире (Египет) аккредитовано для работы и в Турции. Посол Турции в Антананариву (Мадагаскар), представляет интересы страны и на Коморских Островах. Коморские Острова и Турция имеют почётные консульства в Стамбуле и Морони.

## История
В начале 1990-х годов важность отношений Комор с ЮАР уменьшилась, потому что та после отмены режима апартеида больше не нуждалась в дружеских отношениях с Коморскими Островами в качестве доказательства способности поддерживать хорошие отношения с африканским государством.
Коморские Острова стали развивать отношения с другими странами, в том числе и с Турцией. Коморско-турецкие отношения имеют большое значение, поскольку Турция является третьим по величине поставщиком экономической помощи, состоящей из финансирования развития для обновления рыболовной инфраструктуры и строительства автомагистралей.

## Экономические отношения
В 2019 году объём товарооборота между странами составил сумму 21,1 миллиона долларов США. Турция предоставляет Коморским Островам экономическую и техническую помощь через свой координационный офис «Турецкого агентства по сотрудничеству и координации» в Морони.

## Сотрудничество в сфере образования
Между государствами подписано соглашение об образовании, которое позволяет дипломатам Коморских Островов проходить обучение в Турции. Турция предоставляет стипендию Türkiye Scholarships, которая обеспечивает финансирование получения степени бакалавра в Турции, 127 студентам из Коморских Островов.